# رونزبرگ
رونزبرگ یک شهر در ناحیه اوستال گیو (Ostallgäu) در ایالت بایرن در آلمان است.